# 폰 없는 체스 엔드게임
폰없는 체스 엔드게임은 체스 엔드게임에서 폰이 남아있지 않는 경우를 말한다. 기본 체크메이트 유형들도 포함된다.

## 기본 체크메이트
상대방에게 더 이상 기물이 남아있지않은 경우이다.

## 퀸 vs 룩
약한 편이 상대방의 퀸을 잡을 수 있거나 반복수, 영원한 체크로 비길 수 있는 경우가 아니면 퀸을 잡은 쪽이 이긴다.

## 잡다한 경우

### 퀸만남은 경우
퀸 vs 퀸: 일반적으로는 비긴다.
두 퀸 vs 퀸: 퀸 두개를 쥔 쪽이 일반적으로 이긴다.